# أندري مايلوسكي
أندري مايلوسكي (بالروسية: Милевский, Андрей Александрович)‏ هو لاعب كرة قدم بيلاروسي في مركز الدفاع، ولد في 9 يناير 1977 في مازير في بيلاروس. شارك مع منتخب بيلاروس لكرة القدم. أما مع النوادي، فقد لعب مع توربيدو جودينو ودينامو مينسك وشاختيور سوليجورسك ونادي سودوفا ماريامبوله ونادي كشله ونادي مينسك.

## وصلات خارجية
- أندري مايلوسكي على موقع قاعدة بيانات كرة القدم.إي يو (الإنجليزية)
- أندري مايلوسكي على موقع ناشيونال فوتبول تيمز (الإنجليزية)
- أندري مايلوسكي على موقع Soccerway.com (الإنجليزية)